# Pecluma oranense
Pecluma oranense är en stensöteväxtart som först beskrevs av De la Sota, och fick sitt nu gällande namn av De la Sota. Pecluma oranense ingår i släktet Pecluma och familjen Polypodiaceae. Inga underarter finns listade.